# Exchange-traded fund
Un exchange-traded fund, noto come ETF, o in italiano fondo scambiato in borsa, è un tipo di fondo d'investimento quotato in borsa, a responsabilità limitata per i soci che vi partecipano con la compravendita di azioni; hanno la peculiarità di essere a gestione passiva poiché si legano a un indice azionario preesistente o simili (ad esempio, l'indice S&P 500 che raggruppa le 500 aziende statunitensi più grandi).
Essi fanno parte della famiglia degli ETP (exchange-traded product), a cui appartengono gli ETF (exchange-traded funds), gli ETC (exchange-traded commodity) e gli ETN (exchange-traded note), tutti e tre quotati in borsa e finanziati tramite azioni.

## Definizione

### Panoramica
Gli exchange-traded fund (ETF) sono un tipo di fondi d'investimento, cioè un cumulo di denaro (capitale di rischio) raccolto tramite la partecipazione azionaria dei soci. Il fondo viene gestito da un manager (fund manager o portfolio manager), a cui i soci delegano tutto il potere gestorio. L'ETF manager, nel caso degli ETF, investe i soldi raccolti nella compravendita di azioni per esempio di gruppi di corporation a scopo di lucro, guadagnando cioè dall'ottenimento di dividendi o dalla rivendita della partecipazione quando il valore delle azioni si alza. Il profitto generato dalle attività di investimento del fondo viene poi redistribuito ai soci azionisti nella misura in cui hanno investito nel fondo, cioè nella misura in cui hanno fornito in input il capitale tramite l'acquisto di azioni: in base al principio plutocratico, se un socio ha versato il 12% del capitale sociale, a ogni distribuzione dei dividendi gli spetta il 12% di tutti i profitti generati, anche se la distribuzione di dividendi, in taluni casi, può essere sospesa per effettuare ulteriori investimenti, esattamente come avviene nelle società per azioni. Se il fondo a livello strategico è già preimpostato per reinvestire i profitti, si parla di "ETF ad accumulazione", altrimenti si parla di "ETF a distribuzione".
Sono nati negli Stati Uniti nel 1993, negoziati nell'AMEX per riprodurre l'andamento dell'indice Standard & Poor 500; in Italia sono stati quotati a partire dal 2002. Al 30 giugno 2010, nella Borsa Italiana risultavano negoziati 440 ETF, tale numero rendeva Borsa Italiana una delle principali borse europee per questo tipo di strumenti. Tutti gli ETF attualmente quotati su Borsa Italiana sono "armonizzati" ed autorizzati dalla Banca d'Italia e dalla Consob. Negli ultimi anni, gli ETF sono diventati un grande punto di forza dei mercati internazionali.
Gli ETF sono quotati, quindi operano in borsa, che è un mercato pubblico e regolamentato, ragion per cui si identificano bene con exchange-traded; in caso contrario, gli scambi avverrebbero over the counter (OTC) in un contesto privato, come avviene per esempio nel private equity.
La gestione degli ETF non è libera e la logica di fondo su cui operano è la seguente: gli ETF replicano l’indice al quale si riferiscono (benchmark) e dunque replicano fedelmente l’andamento e il rendimento finale di un determinato indice azionario o il prezzo di una determinata tipologia di asset dove per “indice azionario” o “indice di borsa” si intende il raggruppamento di aziende quotate in base a una caratteristica comune; per esempio, l’indice S&P 500 stock market index è un indice di borsa statunitense che elenca le 500 aziende statunitensi con la maggiore capitalizzazione in assoluto. Dato che la strategia di investimento è passiva, si dice che il fondo è a gestione passiva e lo stesso fondo si può dire “passivo”, al contrario di un “fondo attivo”, in cui il gestore del fondo interviene attivamente nei titoli da acquistare o vendere.
L'Unione europea ha fornito la definizione di ETF all'interno dell'art.4, comma 1, lett. 46) della direttiva 2014/65/UE.

### ETF speculativi
La loro gestione è passiva ma, in alcuni casi, è speculativa, se per esempio usano la leva, ovvero se sfruttano l'andamento ribassista; gli ETF speculativi che usano la leva si dicono anche "ETF a leva" (in inglese leveraged ETF o ETF long) e si affiancano ad altri due tipi di ETF speculativi, ovvero gli ETF invertiti e gli ETF a leva invertita. Tipicamente, quelli speculativi cercano il massimo profitto nel minor tempo possibile, ragion per cui si usano tendenzialmente nel trading intragiornaliero, che già in partenza, oltre a essere puramente speculativo, è particolarmente rischioso. Infine, gli "ETF corti" o "ETF short" utilizzano come strategia la vendita allo scoperto, per la quale si vende un titolo con l'intenzione di riacquistarlo ad un prezzo inferiore, sfruttando un ribasso dei titoli.
Un esempio di ETF è lo SPDR S&P 500 Trust ETF, che si lega all'indice S&P 500. Pertanto, il gestore dell'ETF in questo caso utilizza i soldi dei soci per investire in vari modi nelle 500 compagnie che appartengono a questo indice di borsa. Dal nome, si ricava che, a livello di forma giuridica secondo il diritto societario (corporate law) le società che gestiscono i fondi possono strutturarsi come dei trust. Alcuni fondi comunque possono legarsi anche a indici che hanno un'ampiezza internazionale. Più di un ETF può legarsi allo stesso indice azionario o commodity o simili: per esempio, molti ETF seguono l’indice S&P 500. L'ETF si identifica con un nome a cui segue la sigla "ETF"; talvolta, si nota anche il tipo di indice che si segue (ci sono quattro tipi di indici borsistici) o si indica che tipo di società si imitano in base alla sua capitalizzazione (ad esempio “mega-cap”, “mid-cap”, …). Nel 2015, erano presenti oltre 4.000 ETF in tutto il mondo e i loro asset messi insieme totalizzavano 2,88 migliaia di miliardi di dollari statunitensi; il più grande è lo SPDR S&P 500 Trust ETF, che è multimiliardario; un altro è l’iShares Core S&P 500 ETF, gestito da BlackRock, che a sua volta gestisce molti altri ETF ed è strutturato come una società per azioni (siccome il suo azionariato è diffuso, dice “public company”). Ogni ETF è sempre quotato in una borsa. Per esempio, iShares Core S&P 500 ETF è quotato alla borsa di New York, per la precisione NYSE Arca.

### Specializzazioni
Ogni ETF è poi specializzato in un indice di borsa particolare, un settore specifico, delle commodity specifiche (anche loro si vendono, comprano e rivendono in borsa), delle security specifiche (azioni, obbligazioni e derivati), dei livelli specifici di capitalizzazione, delle regioni specifiche (ad esempio il Pacifico, l’Europa o l’America Latina) o possono combinare vari prodotti finanziari. Se si usa una specializzazione in base alla regione e si indica nel nome del fondo, il prefisso “ex-” indica un’esclusione: per esempio, “Pacific ex-Japan” indica tutto il Pacifico eccetto il Giappone. Nel nome si può anche indicare il prodotto finanziario o commodity o settore su cui ci si focalizza, (ad esempio Oil, Gas, Bond, Energy, Health, …). Gli ETF azionari che investono in indici sovranazionali possono avere compresa la copertura dal rischio di cambio valutario, che avviene con vari strumenti di mitigazione dei rischi (hedging). Il prezzo delle azioni per partecipare all'ETF può fluttuare per tutto il giorno ed essere volatile a causa dello scambio continuo di azioni in borsa da un compratore all'altro (come di base tutte le azioni in borsa, sono titoli facilmente liquidabili, cioè dotati di un'alta liquidabilità).
In generale, gli ETF prevedono spese minori rispetto ai cosiddetti fondi attivi, in quanto oltre ai soldi della partecipazione, non si paga nessun costo in entrata e in uscita, quindi le commissioni da pagare agli intermediari (broker) sono ridotte; inoltre, comprare un ETF è più economico che comprare singoli prodotti finanziari. Altre tipologie, come i fondi speculativi o i fondi di fondi, prevedono una gestione più attiva, per cui un costo più elevato. In più, siccome sono di molti tipi, gli ETF permettono una diversificazione del portafoglio di investimenti. La spesa base per partecipare a un ETF è il pagamento di una commissione annua.

#### ETFs Tematici
La ricerca dimostra la natura soggettiva della definizione di investimenti tematici, come gli ETFs tematici sull'IA, spesso causata da criteri di selezione opachi. Viene proposta una metodologia basata sui dati che utilizza le comunicazioni aziendali per migliorare la trasparenza. Recentemente, la SEC ha accusato due consulenti finanziari di "AI washing" per aver esagerato il loro coinvolgimento nell'IA al fine di sfruttare l'entusiasmo del mercato.

### Altre caratteristiche
Gli ETF sono strumenti finanziari che scelgono di investire in un paniere diversificato "replicando" fedelmente la composizione di un indice di borsa: quando uno dei componenti del benchmark viene sostituito, anche la corrispondente attività finanziaria all'interno del fondo viene sostituita; a "gestione passiva", la fedeltà al benchmark viene seguita indipendentemente dalla maggior o minor convenienza. L'ETF sarà uniformato alle componenti e ai pesi dell'indice di riferimento senza bisogno di intervento dell'investitore (che non dovrà procedere a un ribilanciamento).
Gli ETF vengono scambiati in borsa in negoziazione continua, come le azioni e diversamente dai fondi comuni, che valorizzano solitamente a fine giornata, di conseguenza il loro valore varia continuamente nella stessa giornata di contrattazioni. Riportare continuamente la quota del fondo al livello di quella dell'indice (il quale sta contemporaneamente variando la propria quotazione) è lavoro della società di gestione stessa, che comprerà o venderà le proprie quote dell'ETF in ragione dello scostamento dall'indice, che non deve in genere superare il 2%. Lo scostamento massimo ammissibile dall'indice è dichiarato dalla società stessa nel documento: Obiettivo d'Investimento Dichiarato
Con gli ETF è possibile investire in molti settori dell'economia mondiale riguardanti: la liquidità (cioè obbligazioni zero-coupon a brevissima scadenza), indici obbligazionari (nazionali, aziendali, ...), i mercati azionari geografici (indici mondiali, riferiti ad una singola nazione, ovvero ad uno o più continenti), le materie prime, i settori merceologici (ad esempio i consumi ciclici europei, o la finanza statunitense, l'agricoltura nordamericana, le società medicali mondiali, ...).
Gli ETF sono strumenti molto liquidi, facilmente scambiabili: per importi fino a 1.000.000€ la negoziazione avviene agevolmente sul mercato di Borsa; per importi superiori è necessario operare OTC, cioè fuori dal mercato pubblico e regolamentato (over the counter), direttamente con un market maker.
Alcuni intermediari offrono la possibilità di vendere gli ETF allo scoperto (short selling, una delle cosiddette "strategie di copertura" per mitigare il rischio) per poter assumere una posizione ribassista, specialmente sui mercati azionari.
Nonostante lo stile di gestione passivo, si sono registrati periodi in cui gli ETF hanno conseguito mediamente risultati migliori dei fondi attivi.
Le commissioni totali annue, chiamate "costo complessivo del fondo" (TER), da distinguere dal "costo totale di possesso" (TCO), vanno da un minimo dello 0,05% ad un massimo di 1,5% e sono pagate in proporzione al periodo di detenzione dell'ETF.

## ETFplus (Borsa di Milano)
In Italia gli ETF sono stati quotati a partire dal 2002. Al 30 giugno 2010, nella Borsa Italiana/Borsa di Milano risultavano negoziati 440 ETF, tale numero fa di Borsa Italiana una delle principali borse europee per questo tipo di strumenti. ETFplus è il mercato regolamentato telematico della Borsa di Milano interamente dedicato alla negoziazione in tempo reale degli strumenti che replicano l'andamento di indici e di singole materie prime:
- ETF semplici;
- ETF strutturati (ETF a leva, ETF protective put, ETF short, ...);
- ETF a gestione attiva (fondi con l'obiettivo di battere il proprio indice di riferimento);
- strumenti finanziari derivati cartolarizzati (ETC/ETN).

Esattamente come gli ETF, gli ETC e gli ETN sono negoziati in Borsa come un comune titolo azionario; gli investitori, tramite il proprio intermediario, possono quindi in qualunque momento della giornata borsistica (dalle 9.15 alle 17.45 in Italia) comprare e vendere questi strumenti al loro prezzo di mercato. Il lotto minimo negoziabile è di una quota.

## La famiglia degli ETP e le differenze tra ETF, ETC e ETN
Con il termine ETP (exchange-traded product) si intende la macro-famiglia di prodotti ad indice quotati, di cui fanno parte gli ETF, gli ETN (exchange-traded note) e gli ETC (exchange-traded commodity); questi ultimi due, nel dettaglio si differenziano dagli ETF perché:
- gli ETN sono titoli di debito che replicano un indice non azionario (esempio l'"indice di volatilità" VIX; oppure un paniere di materie prime);[8]
- gli ETC replicano un indice riferito ad una materia prima: può riferirsi ai prezzi "a pronti", oppure alle quotazioni dei futures (è necessario informarsi per ciascuno).

Gli ETF generalmente investono in titoli fisici totalmente, o per buona parte (ne esistono anche basati sull'uso di contratti swap). Gli ETN, e quindi anche gli ETC, a differenza degli ETF, sono delle note bancarie e non dei fondi. Questo significa che l'ETN/ETC è simile ad un'obbligazione senza cedola a lunghissima scadenza, il cui rendimento è correlato ad un indice.
Pertanto gli ETN/ETC sono, a differenza degli ETF, soggetti al rischio controparte: nel caso di fallimento dell'emittente il sottoscrittore di un ETN/ETC rischia di perdere il proprio capitale investito. Per ovviare a questo problema molti emittenti provvedono a collateralizzare gli ETN/ETC, cioè ad accantonare su un conto separato e indipendente una somma di denaro o un quantitativo di materie prime a garanzia del capitale investito negli ETN.

## Emittenti di ETF
- Amundi
- Db x-trackers
- HSBC Exchange Traded Funds
- Invesco PowerShares
- iShares
- JPMorgan ETF
- Lyxor Asset Management
- Source
- UBS Exchange Traded Funds
- VanEck
- Vanguard Group

### Riferimenti normativi
- Art. 4, comma 1 lett. 46 della direttiva 2014/65/UE del Parlamento europeo e del Consiglio, del 15 maggio 2014, relativa ai mercati degli strumenti finanziari e che modifica la direttiva 2002/92/CE e la direttiva 2011/61/UE.